# Stijn Meert
Stijn Meert est un footballeur belge né le 6 avril 1978 à Courtrai en (Belgique) reconverti entraîneur.
Il est milieu de terrain au KSV Audenarde depuis 2012.
Il a remporté la Coupe de Belgique en 2006 avec SV Zulte Waregem. En 2012, il remporte le titre de Champion de Belgique de D3 en 2012 avec le Royal Mouscron Peruwelz.

## Palmarès
- Vainqueur de la Coupe de Belgique en 2006 avec le SV Zulte Waregem
- Champion de Belgique de D3 en 2012 avec le Royal Mouscron Peruwelz